# Апоматокс
Апоматокс (на английски: Appomattox) е градче в югоизточната част на щата Вирджиния, САЩ. Тук, на 9 април 1865 г., в сградата на местната съдебна палата, главнокомандващият на Конфедерацията (войските на робовладелческия Юг) Робърт Едуард Лий се предава на генерал Юлисис Грант, предвождащ армията на Съединените щати. С това е сложен край на Американската гражданска война (1861 – 1865 г.).
Населението на Апоматокс е 1778 души (по приблизителна оценка за 2017 г.).